# Abida
Abida W. Turton, 1831 è un genere di piccoli molluschi gasteropodi terrestri della famiglia Chondrinidae.

## Descrizione
Come in tutti i gasteropodi, la conchiglia è conica, spiraleggiante. Le dimensioni sono contenute (non oltre i 2 cm di lunghezza), il colore è variabile intorno a tonalità di marrone, con nervature di colore più chiaro ben espresse sulle spirali. Il peristoma è costellato di denti ben sviluppati.

## Distribuzione e habitat
Il genere ha una distribuzione europea concentrata nella Penisola iberica con areali ristretti. Solamente A. polyodon, presente anche in Francia, e soprattutto A. secale, presente in gran parte dell'Europa occidentale, compresa la regione alpina, hanno una diffusione più ampia. 

L'habitat di riferimento è costituito da suoli rocciosi calcarei.

## Tassonomia
Comprende le seguenti specie:
- Abida ateni E. Gittenberger, 1973
- Abida attenuata (Fagot, 1886)
- Abida bigerrensis (Moquin-Tandon, 1856)
- Abida cylindrica (Michaud, 1829)
- Abida gittenbergeri Bössneck, 2000
- Abida occidentalis (Fagot, 1888)
- Abida partioti (Saint-Simon, 1848)
- Abida polyodon (Draparnaud, 1801)
- Abida pyrenaearia (Michaud, 1831)
- Abida secale (Draparnaud, 1801)
- Abida vasconica (Kobelt, 1882)
- Abida vergniesiana (Küster, 1847)

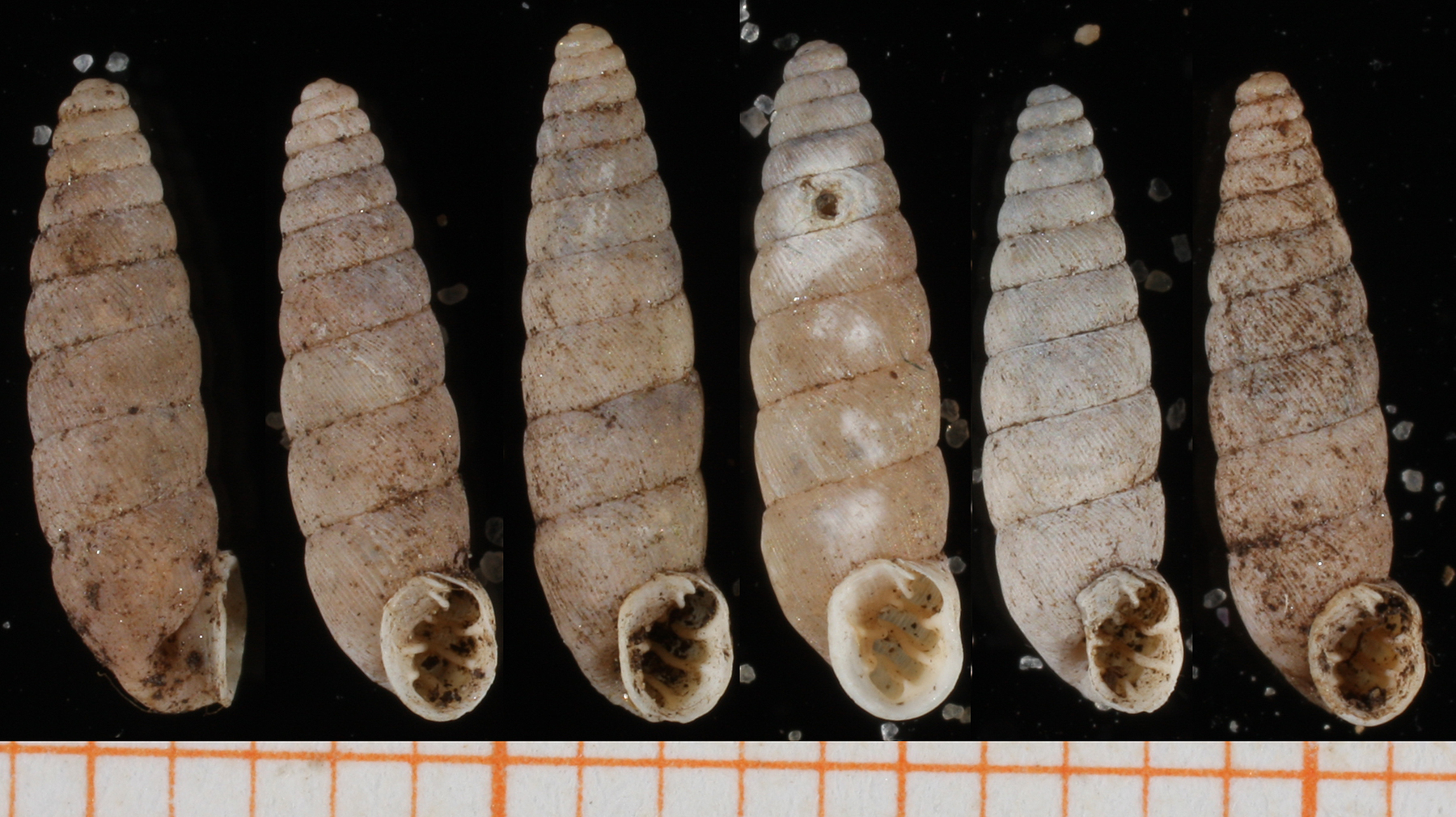
Abida attenuata
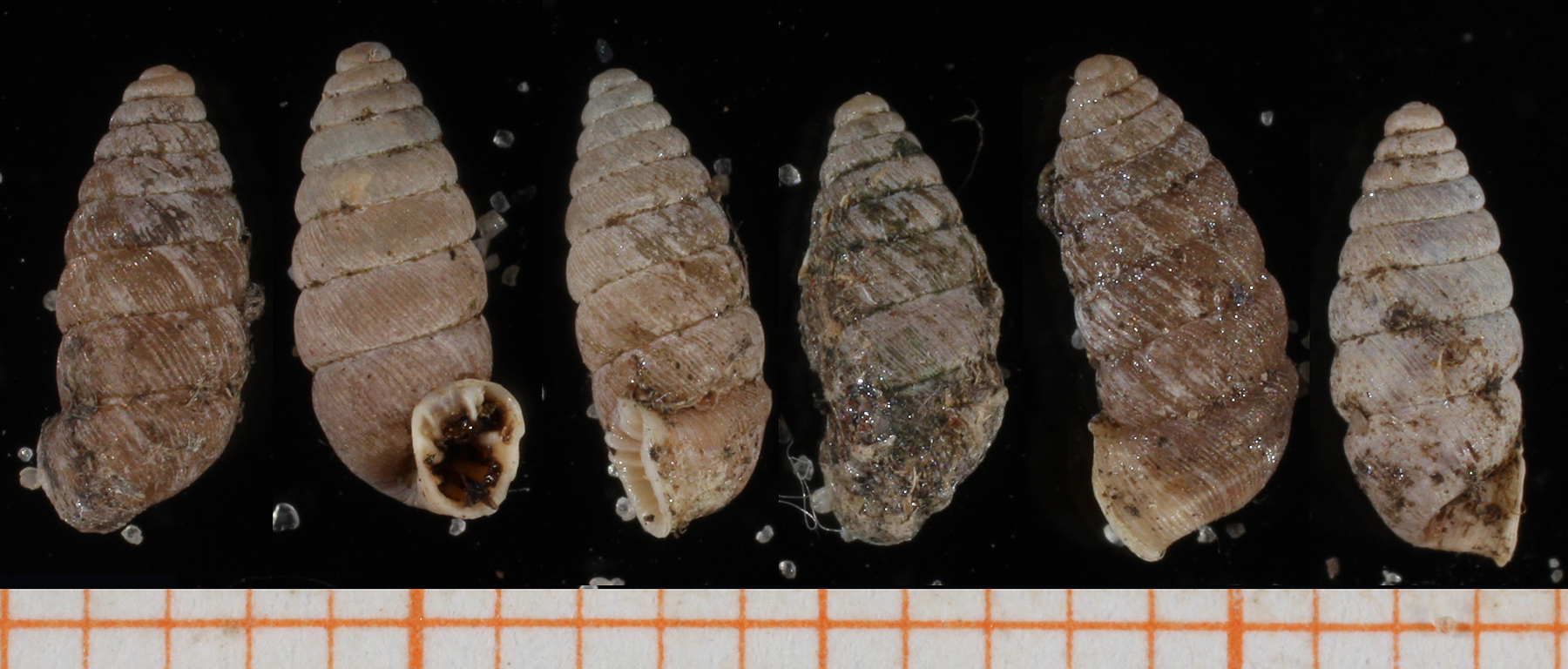
Abida bigerrensis
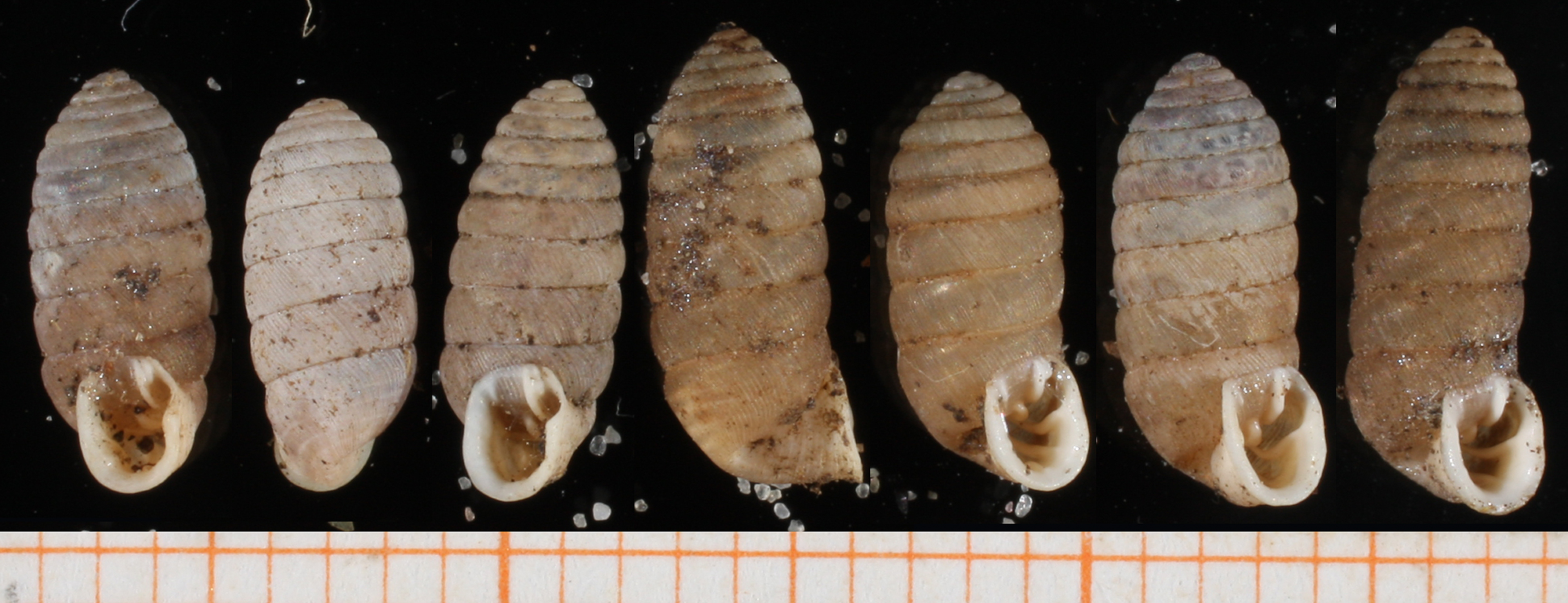
Abida cylindrica
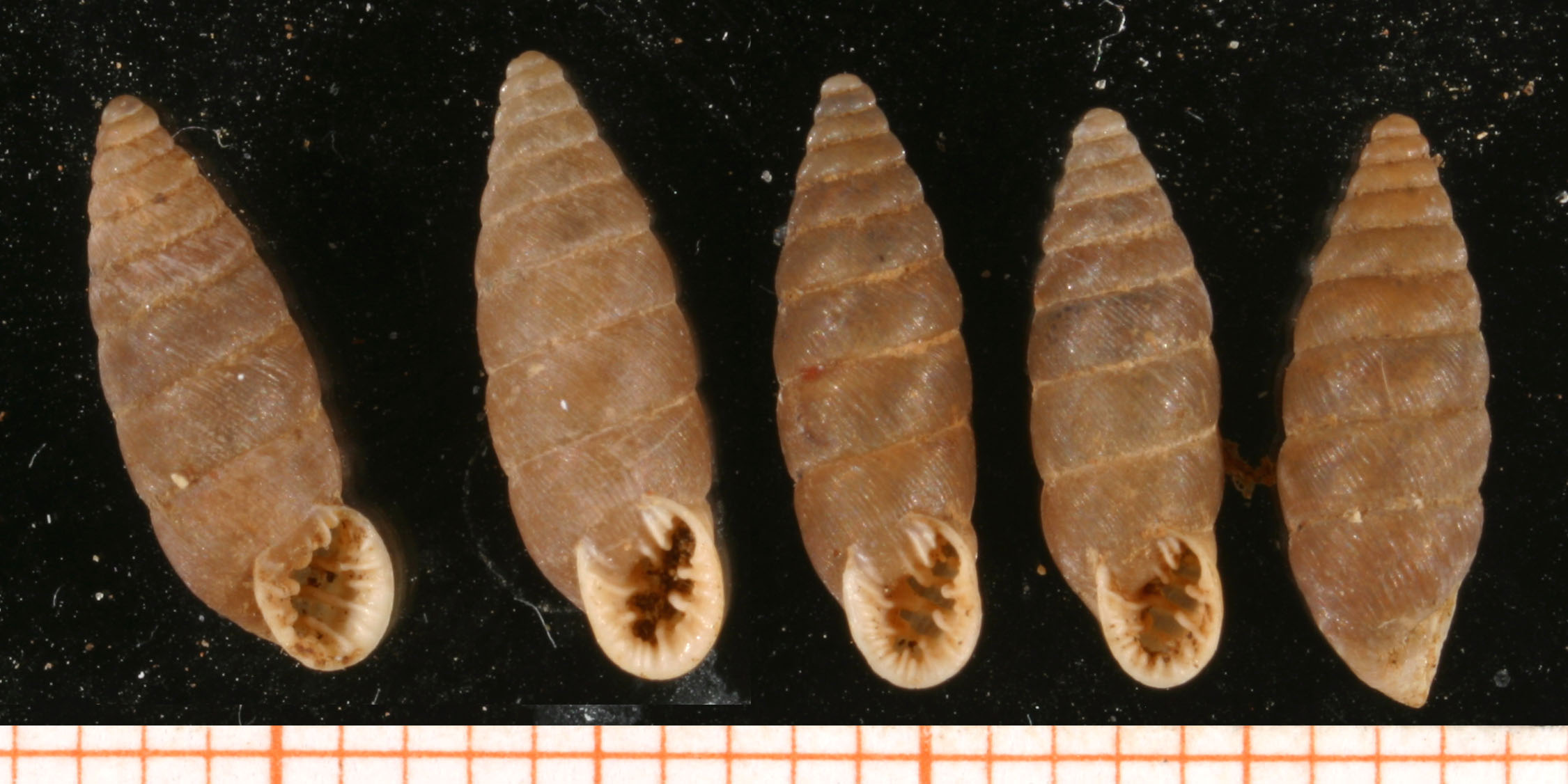
Abida polyodon
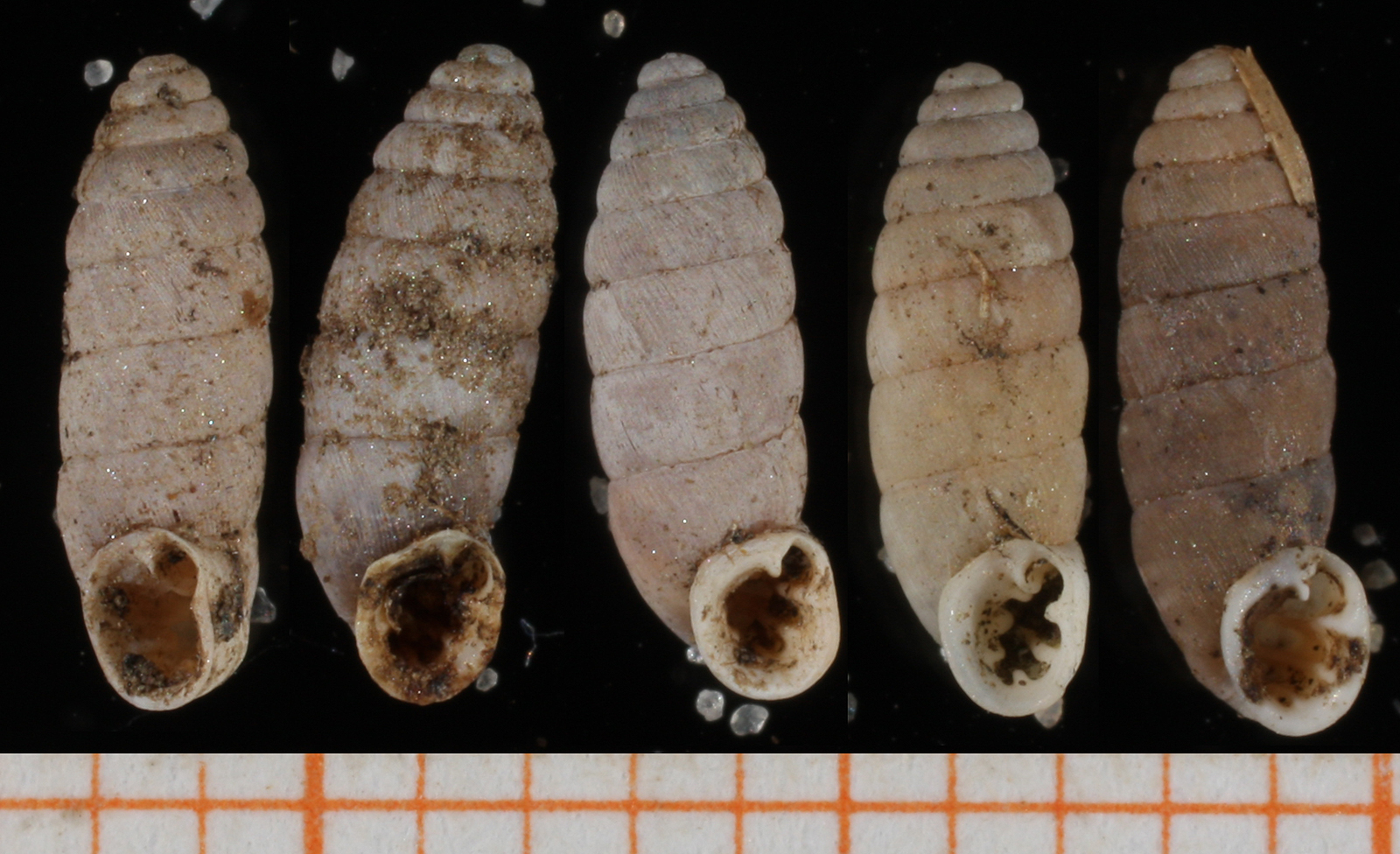
Abida pyrenaearia

Sono state descritte varie entità sottospecifiche, in particolare di Abida secale, alcune di validità dubbia. Alla luce dei recenti studi filogenetici, infatti, le precedenti sottospecie A. s. ateni e A. s. vergnesiana, hanno assunto il rango di taxa autonomi.